# Александровка (Акбулацький район)
Алекса́ндровка (рос. Александровка) — село у складі Акбулацького району Оренбурзької області, Росія.

## Населення
Населення — 228 осіб (2010; 245 у 2002).
Національний склад (станом на 2002 рік):
- росіяни — 48 %
- німці — 28 %